# Romessens
Romessens er et aromastof, der bruges som erstatning for ægte rom i desserter, kager og slik. Som ordet "essens" antyder, blev produktet oprindelig fremstillet ved forsigtig indkogning af rom, sådan at man fik fat på essensen, dvs. kerneindholdet af rommen.
Nu om stunder fremstilles der romessens efter mange forskellige opskrifter, der ofte er fabrikationshemmeligheder. Det mest sikre er, at essensen ikke har været i berøring med ægte rom. I stedet består produkterne af en række stoffer, som kan efterligne rommens karakteristiske duft og smag. Et enkelt firma står ved sit produkts bestanddele og oplyser, at det indeholder naturlige og naturidentiske aromastoffer, vand, vegetabilsk glycerin, alkohol.